# Taburno Greco
Il Taburno Greco è un vino DOC la cui produzione è consentita nella provincia di Benevento.

## Caratteristiche organolettiche
- colore: paglierino più o meno intenso.
- odore: caratteristico, gradevole.
- sapore: secco, fresco, tipico.

## Produzione
Provincia, stagione, volume in ettolitri
- Benevento  (1994/95)  27,43
- Benevento  (1996/97)  324,04